# Judsko

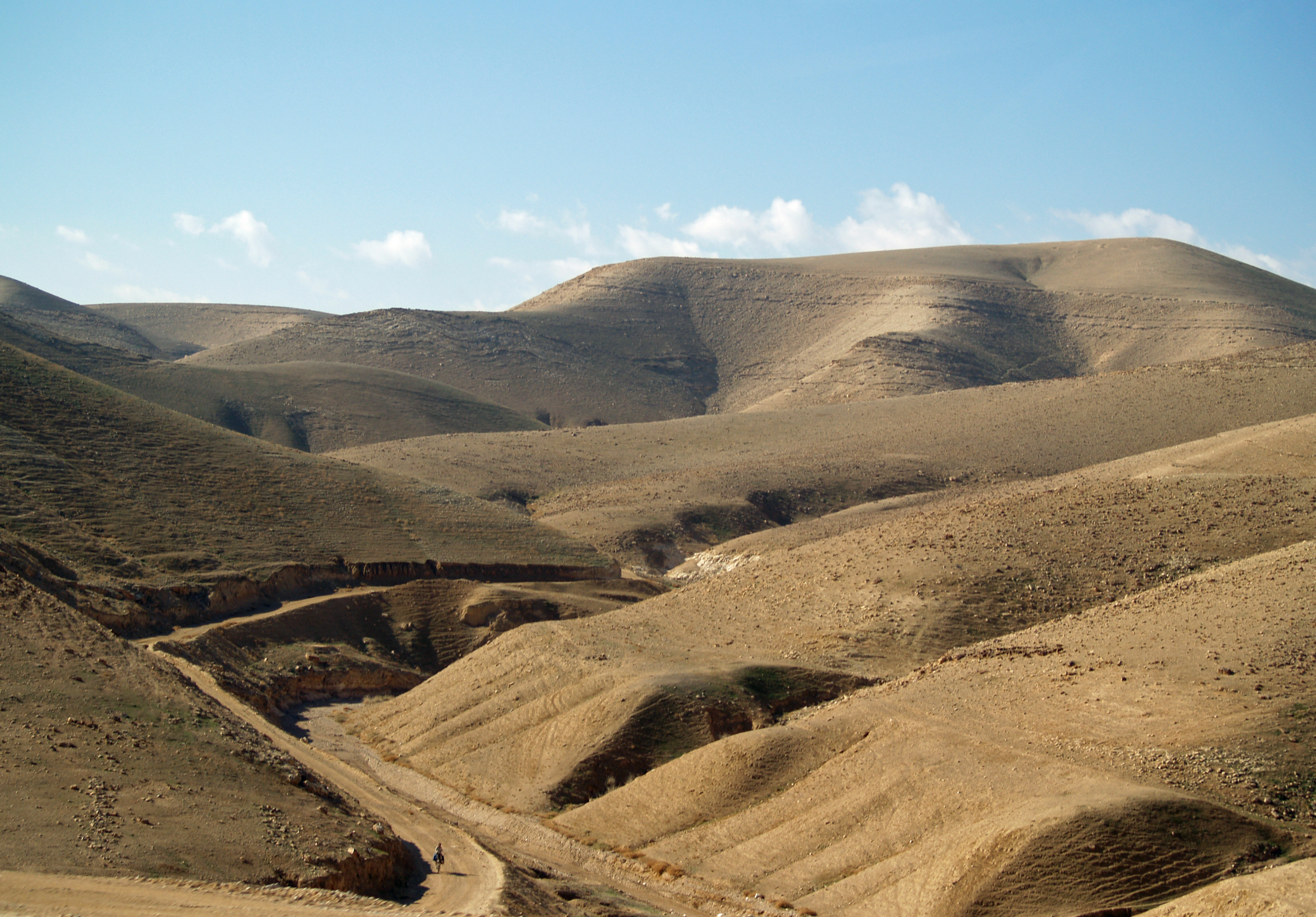
Judské hory

Judsko (případně také Judea, (hebrejsky יהודה, Jehuda; řecky Ιουδαία, Ioudaía; latinsky Iudæa) je hornatá jižní část historické Země izraelské (Erec Jisra'el). V současné době se toto území dělí mezi Stát Izrael a Palestinskou autonomii.
Název Judea je řecká a latinská varianta jména Juda, které původně označovalo teritorium kmene stejného jména a později i starověké Judské království. V hebrejštině Jehuda odkazuje na velkou část jižního Izraele a západního břehu, nebo též součást Judeje a Samařska odkazující výslovně na Západní břeh oblasti na jih od Jeruzaléma.

## Umístění a hranice
Judsko je ohraničena Bejt Curem (u Hebronu) na jihu, dvojměstím Bejt Choron na severu, horou Latrun na západě a řekou Jordán na východě.
Judsko je hornatá oblast. V západní části jsou to Judské hory, východní část tvoří Judská poušť. Vyznačuje se proměnlivou nadmořskou výškou (od 400 m až po 1 020 metrů nad mořem). Terén člení četná údolí, kterými protékají většinou sezónní toky (vádí) jako Nachal Adorajim, Nachal Guvrin, Lachiš nebo Sorek.
Mezi nejvýznamnější města Judeje patří Jeruzalém, Betlém, Jericho a Hebron. V Bibli existují záznamy o zemědělství a pěstování ovcí v Judeji. Pohoří Judeje bylo v dávných dobách zalesněné.

## Historie
Judsko bylo osídleno již v době kamenné a paleoantropologové věří, že přes toto území migroval Homo sapiens z Afriky při postupném osidlování světa před 100 tisíci lety. Archeologické důkazy o osídlení území již před 11 tisíci roky byly nalezeny v Jerichu. S těmito nálezy je zároveň spojována domněnka, že na území Judeje se nachází nejstarší osídlení na světě. V minulosti bylo území Judeje obydlené velkým množstvím lidí, z větší části Izraelitů.
Judsko bylo součástí Judského království, později Seleukovskou říší. Ještě později v Judeji vládla dynastie Makabejských.

### Římská nadvláda
Nadvládu nad Judeou získal Řím v 1. stol. př. n. l. a stala se římskou provincií. Po smrti královny Alexandry Salome (Šlomcijon) vypukla občanská válka, ve které se proti sobě postavili její dva synové Hyrkanos II. a Aristobúlos II. Teprve ale Pompeius dosadil na trůn Hyrkana. V roce 66 n. l. došlo k židovskému povstání, které bylo ale neúspěšné. V roce 70 n. l. byl Jeruzalém zničen a velká část obyvatel byla zabita nebo zotročena.

### Bar Kochbovo povstání
Po 70 letech došlo k další židovské vzpouře, tentokrát pod vedením Bar Kochby. Bylo ustaveno Izraelské království, které ale existovalo pouhé tři roky. Po Bar Kochbově porážce (132–135 n. l.) se římský císař Hadrián rozhodl vymazat identitu izraelské Judeje a začal prosazovat používání názvu Palastina, kterým byla označena celá země izraelská. Zároveň došlo k přejmenování Jeruzaléma na Aelia Capitolina. Římané v oblasti zabili či prodali do otroctví velké množství Židů a velké množství Židů také odešlo do židovské diaspory (vyhnanství). Nikdy ale nebylo dosaženo úplného odstranění židovského elementu z Judeje.

### 20. století
Po I. sv. válce se Judsko stalo součástí mandátní Palestiny, přičemž toto území bylo důvodem sporu mezi správou britské Palestiny a autonomním Emirátem Transjordánské Palestiny (územní oblast uvnitř britského mandátního území, z níž později vzniklo Transjordánsko a posléze nezávislé Jordánské království). Jordánsko získalo nezávislost v roce 1946 a OSN vytvořila plán na rozdělení britské Palestiny v roce 1947. Jordánsko ale během arabsko-izraelské války v roce 1948 část tohoto území obsadilo a svou svrchovanost na něm uplatňovalo až do roku 1967, kdy toto území obsadil Izrael během Šestidenní války. Tato část Judeje, nyní známá též jako Západní břeh Jordánu.